# 艾伯特·雷諾茲
艾伯特·雷諾茲（英語：Albert Reynolds，1932年11月3日—2014年8月21日），愛爾蘭政治家，愛爾蘭共和黨領袖。雷諾茲1977年首次当选议员，直至2002年退休。曾任愛爾蘭郵政和電報部部長（1979 - 81）、交通部長（1980-81）、工業和能源部長（1982）、工商部長（1987-88）、財政部長（1988-91），1992年2月到1994年12月擔任過愛爾蘭總理。
艾伯特·雷諾茲曾被提名諾貝爾和平獎。

## 政府
- 爱尔兰第22届政府 (1992年2月- 1993年1月)
- 爱尔兰第23届政府 (1993年1月- 1994年12月)